# Ангиологија
Ангиологија (од грчког ἀγγεῖον, angeīon што значи крвни суд и -λογία, -logia што значи наука) је грана интерне медицине која се бави болестима циркулаторног и лимфног система. Задатак ангиологије је превенција, дијагностика и лечење болести које утичу на функционисање артерија, вена и лимфних судова.
Болести које се односе на аорту су анеуризма и дисекција аорте, док постоји низ болести које се односе на артерије које крвљу снабдевају остале делове тела, међу којима су најпознатије тромбоза, емболија и васкулитис. Превенција кардиоваскуларних болести се превасходно односи на мождани и срчани удар. Велики фактор ризика код ових болести је хипертензија, као и холестерол.
Најчешће болести којима се ангиологија бави су: проширене вене, атеросклероза артерија, облитерирајући ендартеритис, тробофлебитис (тромбоза вена), васкулитис, ангиопатија дијабетесног карактера, Рејноов синдром, лимфостаза, лимфедеми, артериовенозна анастамоза, различите врсте артеритиса и др.

## Преглед
Артеријска обољења укључују аорту (анеуризме/дисекције) и артерије које снабдевају ноге, руке, бубреге, мозак, црева. То такође обухвата артеријску тромбозу и емболију; васкулитисе; и вазоспастичке поремећаје. Ангиологија се бави превенцијом кардиоваскуларних болести као што су срчани удар и мождани удар. Болести вена укључују венску тромбозу, хроничну венску инсуфицијенцију и проширене вене. Лимфне болести укључују примарне и секундарне облике лимфедема. Такође укључује модификацију фактора ризика за васкуларне болести попут високог холестерола, високог крвног притиска.
Кардиоваскуларни фактори ризика као што су висок крвни притисак, повишен холестерол и други спадају у специјалност васкуларне медицине.

## Васкуларно медицинска обука
Обука у области васкуларне медицине (ангиологије) је добро успостављена у неким европским земљама. Прва европска образовна радна група је настала 1991. године у Милану (EWMA), која је 1998. постала Европска научна асоцијација ВАС васкуларна независна истраживачка и европска организација за образовање са неколико европских образовних програма: европско партнерство, европски магистар, CESMA-UEMS европска диплома и постдипломиски курсеви. У Сједињеним Државама постоји неколико независних програма обуке за васкуларну медицину и дванаест трогодишњих програма које финансира NIH. Ови програми су погодни или за специјалисте интерне медицине као стажисте или за кардиологе. Године 2005, прве одборе за васкуларну медицину администрирао је Амерички одбор за васкуларну медицину.